# قضاء عفك
قضاء عفك هو أحد أقضية محافظة القادسية جنوب العراق. مقره مدينة عفك. ويتكون من ثلاث مناطق: عفك، والبدير وسومر.